# Podochilus bimaculatus
Podochilus bimaculatus är en orkidéart som beskrevs av Rudolf Schlechter. Podochilus bimaculatus ingår i släktet Podochilus och familjen orkidéer. Inga underarter finns listade i Catalogue of Life.